# Свети Четиридесет мъченици (Сапарева баня)
Вижте пояснителната страница за други значения на Свети четиридесет мъченици.
„Свети Четиридесет мъченици Севастийски“ е възрожденска българска църква в град Сапарева баня, област Кюстендил.

## История
Църквата се намира в центъра на града. Построена е през 1859 г. След излизането на Хатихумаюна и Кримската война през 1856 г. местните жители отправили молба към турското правителство да си съградят църква. Намерението им било да я издигнат до средновековната „Свети Никола“. Получили разрешение и започнали да копаят основите. Но мюсюлманите се възпротивили и местните жители изградили църквата в западния край на селото, на мястото на едноименното оброчище.

## Архитектура
Църквата е изградена от майстор Цветко от село Жабляно, Радомирско. Представлява трикорабна каменна сграда с размери 19 m х 11 m с широка и ниска полукръгла апсида. Притворът от запад е изграден по-късно. Вътрешното пространство е разделено на три засводени кораба. От запад има балкон. Стенописите са рисувани през 1878-1879 г. Иконостасът е украсен с изкусно изработена дърворезба. По цоклените табла са изрисувани сцени от Шестоднева и светии в цял ръст. Царските икони са рисувани от прочутия български иконописец Станислав Доспевски. Малките икони, архиерейският трон и амвонът са резбовани в стила на иконостаса. В църквата има 3 икони от 1863 г., сред които е „Богородичен акатист“.